# Myosin

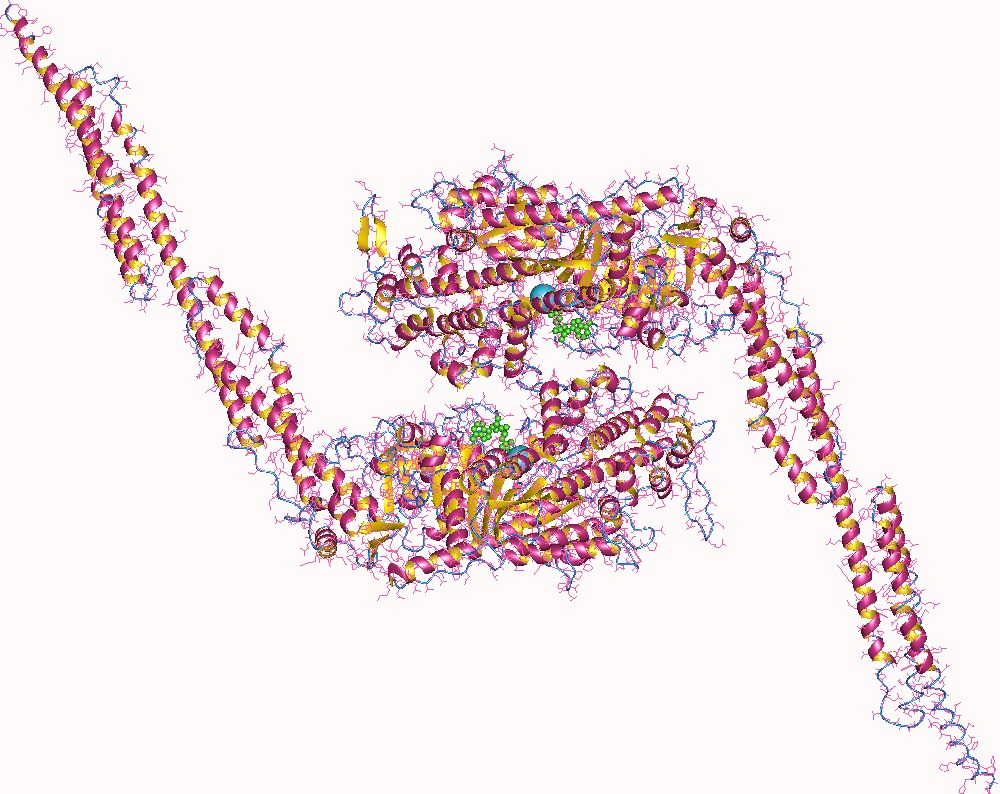
myosin HC (fragment) dimer, Dictyostelium discoideum.

Phân tử myosin là...

## Cấu trúc
Mỗi phân tử gồm 6 chuỗi polypeptid, hai chuỗi nặng và bốn chuỗi nhẹ. Hai chuỗi nặng xoắn với nhau tạo ra dây xoắn kép. Ở mỗi đầu dây, mỗi chuỗi nặng gấp lại thành một khối hình cầu được gọi là đầu myosin. Như vậy, mỗi dãy xoắn kép của phân tử myosin có hai đầu nằm cạnh nhau. Phần kéo dài của dây xoắn kép gọi là đuôi myosin. Bốn chuỗi nhẹ nằm ở phần đầu myosin, mỗi đầu có hai chuỗi. 

## Chức năng
Đầu myosin hoạt động như một enzym ATPase. Nó có tác dụng phân giải ATP để cung cấp năng lượng cho quá trình co cơ.
Những chuỗi nhẹ của phân tử myosin giúp kiểm soát chức năng của đầu myosin trong quá trình co cơ.
Các phân tử myosin gắn kết với nhau tạo nên các sợi myosin trong cơ của động vật.